# Oecetis epekeina
Oecetis epekeina är en nattsländeart som beskrevs av Arturs Neboiss 1989. Oecetis epekeina ingår i släktet Oecetis och familjen långhornssländor. Inga underarter finns listade i Catalogue of Life.